# Франсуа Сага
Франсуа́ Сага́ (фр. François Sagat, * 5 червня 1979 народився в місті Коньяк департаменту Шаранта) є французькою моделлю та порноактором фільмів гей та бі тематики. Відкритий гей.

## Творчість

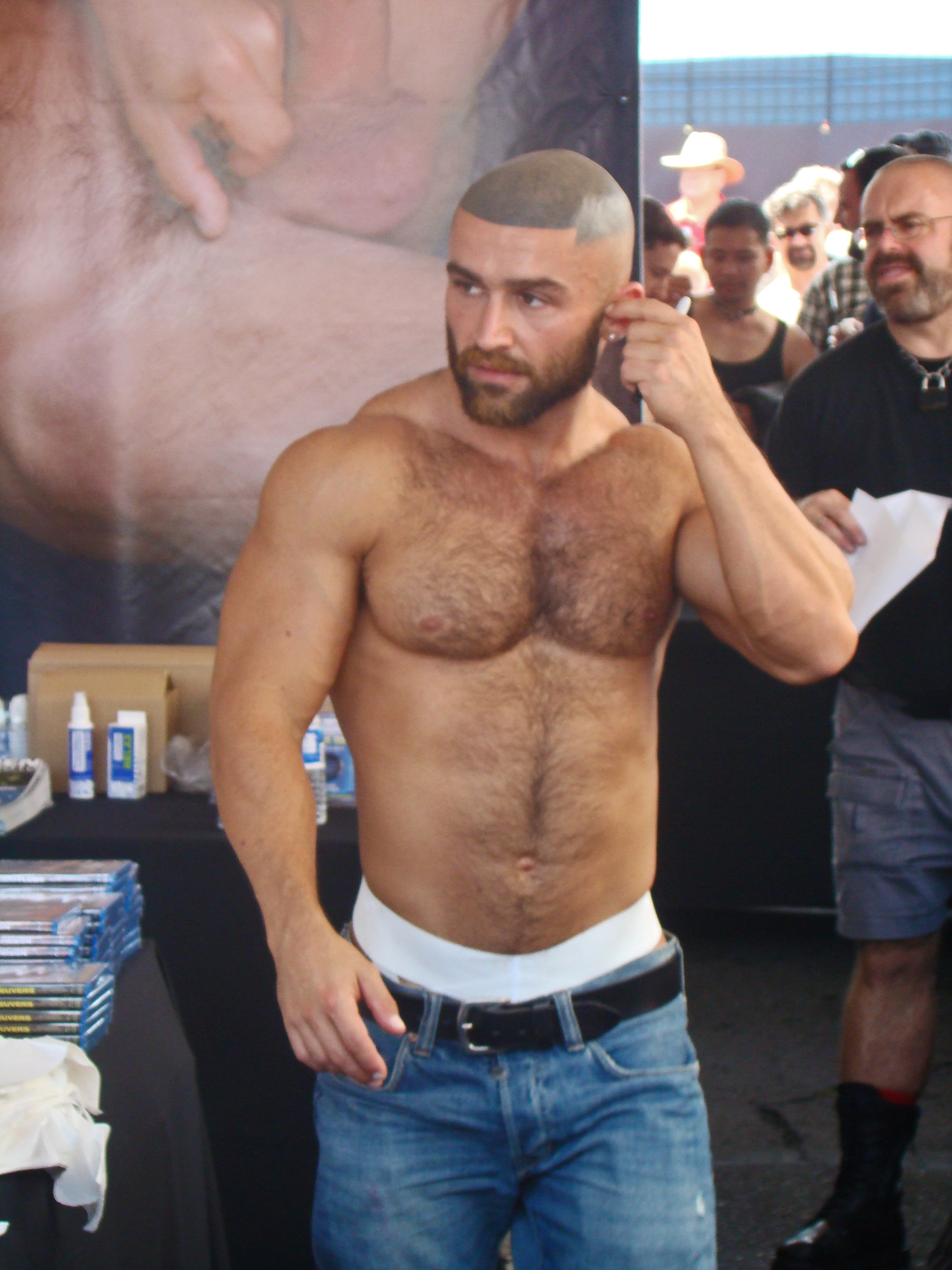
Сага на Фолсом-стріт ярмарку, Сан-Франциско 2009 рік

У вісімнадцять років Сага переїхав до Парижа, мріючи повязати своє життя з сферою моди. Після двох років навчання він зумів пропрацювати асистеном в кількох домах моди, проте його кар'єра можелі не складалась, і у двадцять три роки він вирішив порвати з цим бізнесом. Натомість, зважаючи на хороші фізичні дані, отримав запрошення знятись у фільмах французької гей-порно-студії Citébeur, для чого взяв псевдо Azzedine. Дуже швидко фільми і ролики за його участю стали популярними у франції і не тільки, і він став отримувати пропозиції від інших студій, тому вирішив пов'язати себе із цією індустрією. Початком всесвітньої популярності і поворотною тточкою в кар'єрі можна вважати зйомки у порно-фільмі «Арабески» американської студії Raging Stallion. У 2007 році за участь у роботі «Арабський гей-клуб» цієї ж студії отримав першість у номінації «Найкращий новачок» GayVN . Аудиторії за межами гей-спільноти актор став відомий після виходу стрічки «Пила 6», де зіграв одну з епізодичних ролей. А у 2010 році виходить драма Крістофа Оноре «Чоловік у ванній », де Франсуа зіграв вже головну роль. Також головну роль він здобув у фантасмагорійному фільмі жахів з елементами порно «Зомбі з Лос-Анджелеса  Брюса ЛаБрюса . Складовою промо-компанії до цієї роботи стало відео із актором на пісню «I Want To Be You» спільно з France de Griessen .
Сага часто запрошують на різнопланові проекти і як модель. Під час Тижня моди у Парижіі німецький дизайнер Бернхард Вільгельм обрав його для презентації своєї лінії чоловічого одягу . Американський фешен-фотограф Террі Річардсон створив серію знімків із Француса, обігравши у ній мотиви військової форми. ,
У 2013 році французький рейвер під ніком Panteros666 презентував кліп «Hyper Reality» за участі Сага , . 
Цього ж року співачка Вероніка представила тизер до свого кліпу на пісню «Камера», де також був задіяний Сага як актор.  
Також спільно із австрійською супер-моделлю Сільвією Геббел він записав композицію «Пекло». , 
19 листопада 2011 року Франсуа Сага провів майстер-клас у Нью-Йоркському  Музеї мистецтв та дизайну, де розповів про особистий досвід у кіноіндустрії. 
8 травня 2013 році у ролику, що був розміщений в мережі Youtube він заявив про те, що полишає зйомки у порно. 
В 2013 році зі участі паризького дизайнера П'єра-Анрі, Сага запустив серію футболок із зображенням оголених частин свого тіла. 

## Особисте життя

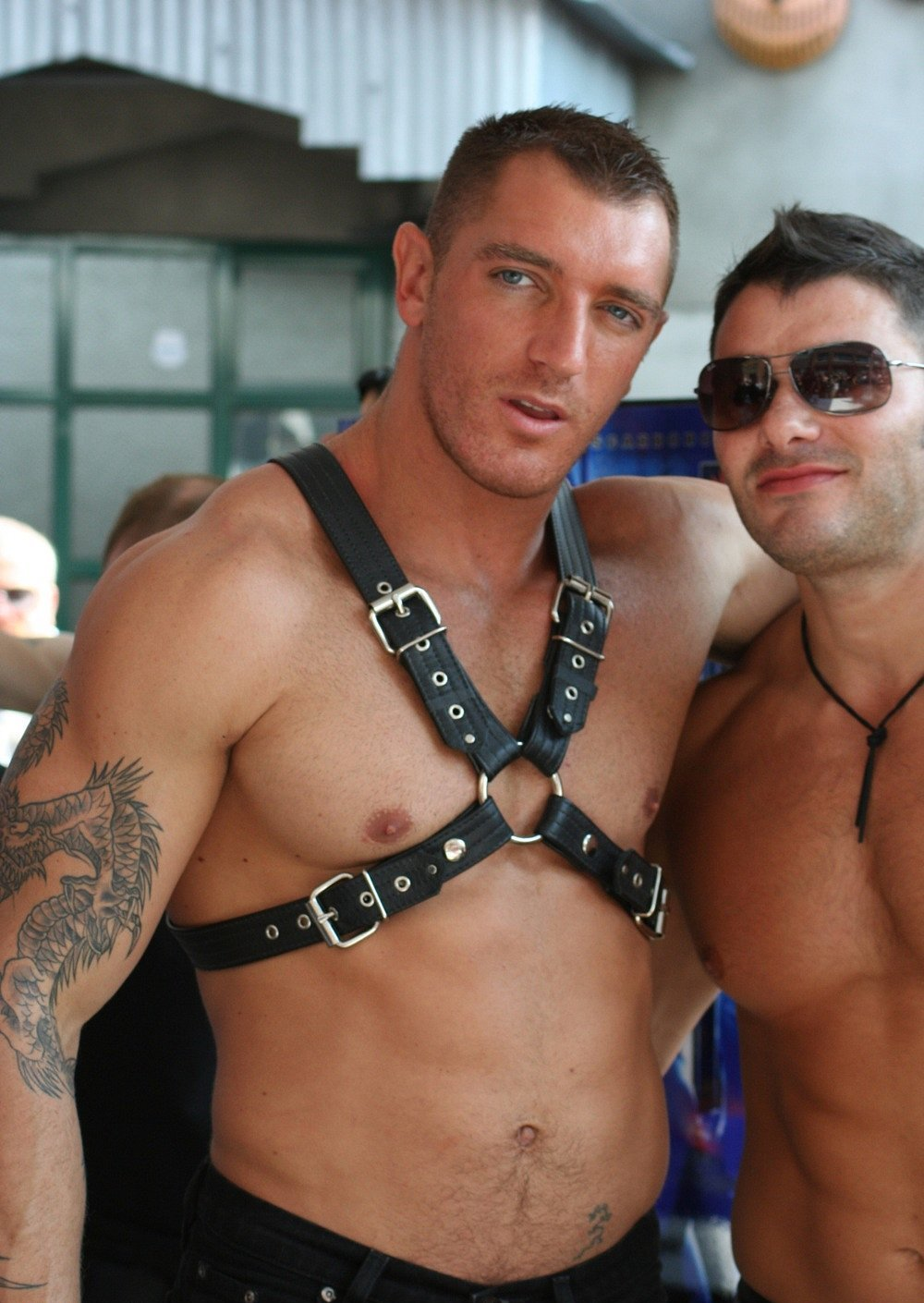
Колишній партнер Сага Франческо Де Мачо

Франсуа Сага народився в родині вихідців з Близького Сходу  й має арабське походження. Для вшанування своєї етнічної приналежності він прикрасив свою спину татуюванням у вигляді місяця і зірки. Однак його іміджевою візитівкою стало тату на голові. В одному з інтерв’ю актор пояснив, що на це його підштовхнуло облисіння і завдяки такому малюнку на шкірі він спробував надати візуальної симетричності формі черепу, а також вшанувати візерунком хіп-хоп стиль.
Тривалий час він знаходився у стосунках із порноактором Франческо Де Мачо.

## Цікаві факти
Часто в прізвище Sagat перекладається як Сагат, що є не правильним. «Франсуа Сага» – це псевдонім, який актор взяв завдяки своїй любові до творчості письменниці Франсуази Саган.